# Robyn Davidson
Robyn Davidson (Miles, 6 de septiembre de 1950) es una escritora australiana conocida por su libro Tracks publicado en 1980, sobre sus 2700 km (1700 millas) de travesía por los desiertos de Australia Occidental con camellos. Durante 40 años ha viajado y escrito sobre sus viajes.

## Biografía
Robyn Davidson nació en Stanley Park, una estación de ganado en Miles, Queensland, fue la segunda hija de dos niñas. Cuando Robyn tenía 11 años, su madre se suicidó y fue criada en gran parte por su tía soltera (la hermana de su padre), Gillian. Fue a un internado de niñas en Brisbane. Recibió una beca de música pero no la aceptó. En Brisbane, Robyn compartió casa con biólogos y estudió zoología. En 1968, a los 18 años, se fue a Sídney y luego vivió una vida bohemia en una casa de Sydney Push en Paddington, mientras trabajaba como repartidora de cartas en una casa de juego ilegal.
En 1975 se mudó a Alice Springs en un esfuerzo por trabajar con camellos para una travesía por el desierto que estaba planeando. Durante dos años entrenó camellos y aprendió a sobrevivir en el duro desierto. Participó periféricamente en el movimiento por los derechos a la tierra de los aborígenes.
Durante algunos años, en la década de 1980, estuvo en una relación con Salman Rushdie, a quien le presentó su amigo en común Bruce Chatwin.
Robyn se ha mudado con frecuencia y tenía hogares en Sídney, Londres e India. Desde 2014 vive en Castlemaine, Victoria, Australia.

## Tracks
En 1977 partió de Alice Springs hacia la costa oeste, con un perro y cuatro camellos, Dookie (un macho grande), Bub (un macho más pequeño), Zeleika (una hembra salvaje) y Goliath (la descendencia de Zeleika ). No tenía intención de escribir sobre el viaje, pero finalmente accedió a escribir un artículo para la revista National Geographic . Habiendo conocido al fotógrafo Rick Smolan en Alice Springs, ella insistió en que él fuera el fotógrafo del viaje. Smolan, con quien tuvo una relación romántica "intermitente" durante el viaje, condujo para reunirse con ella tres veces durante el viaje de nueve meses.
El artículo de National Geographic se publicó en 1978 y atrajo tanto interés que Robyn decidió escribir un libro sobre la experiencia. Viajó a Londres y vivió con Doris Lessing mientras escribía Tracks. Tracks ganó el primer premio Thomas Cook Travel Book Award en 1980 y el Blind Society Award. A principios de los noventa, Smolan publicó sus imágenes del viaje en From Alice to Ocean. Incluyó los primeros CD interactivos de historias y fotos hechos para el público en general. El viaje por el desierto es recordado por los aborígenes australianos que encontró en el camino. El artista Jean Burke recuerda a Robyn en una pintura llamada La dama del camello que se produjo para una exposición de artistas de Warakurna en Darwin en 2011. El padre de Burke, el señor Eddie, había recorrido las tierras de Ngaanyatjarra con Robyn, guiándola hasta las fuentes de agua en el camino. Robyn menciona al Sr. Eddie en Tracks.

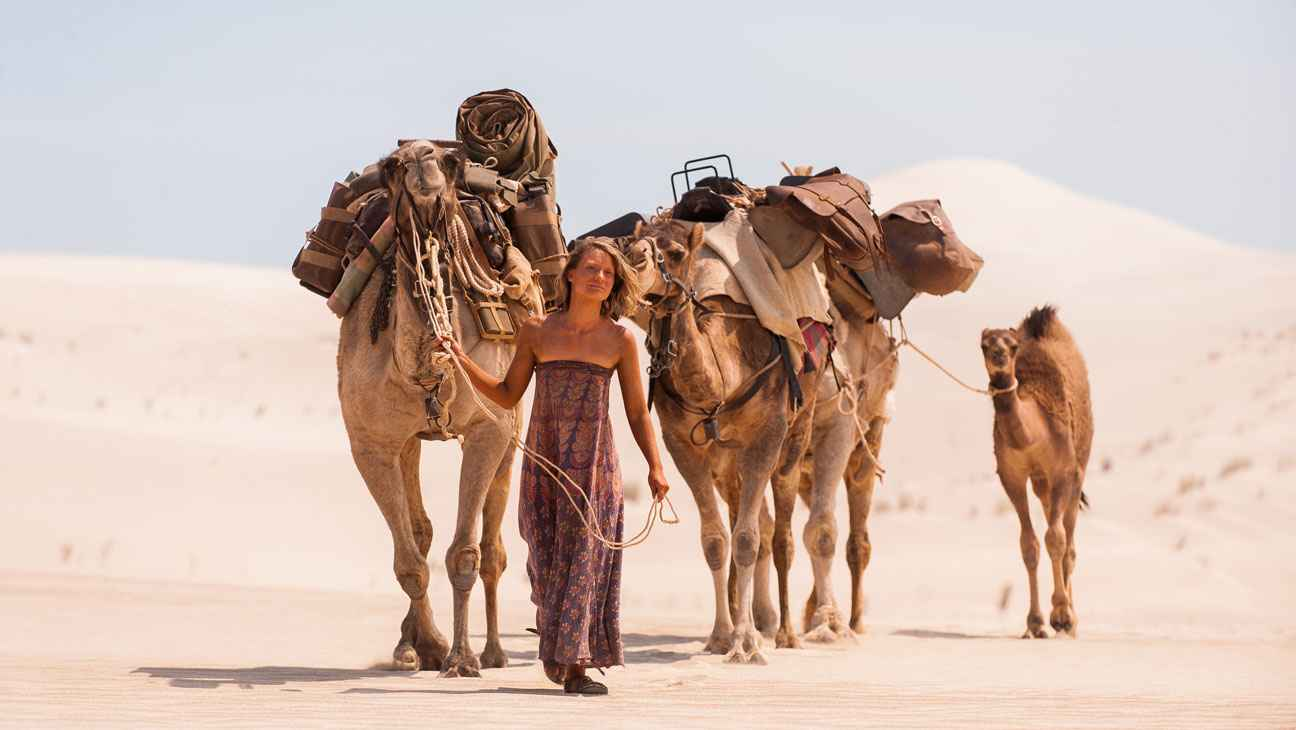
Mia Wasikowska, protagonista de la película Tracks.

### Adaptación cinematográfica
En 2013, se completó una adaptación cinematográfica dirigida por John Curran y protagonizada por Mia Wasikowska. La película Tracks se proyectó en el Festival de Cine de Venecia.

## Nómadas
La mayor parte del trabajo de Robyn ha sido viajar y estudiar pueblos nómadas. Jane Sullivan en The Age escribe que "aunque a menudo se la llama antropóloga social", no tiene calificaciones académicas y dice que es "completamente autodidacta". Las experiencias de Davidson con nómadas incluyen viajes migratorios con nómadas en la India de 1990 a 1992. Estas experiencias fueron publicadas en Desert Places.

Ha estudiado diferentes formas de estilo de vida nómada, incluidas las de Australia, la India y el Tíbet, para un libro y una serie de documentales. Sus escritos sobre los nómadas se basa principalmente en la experiencia personal, y reúne muchos de sus pensamientos en No Fixed Address, su contribución a la serie Quarterly Essay. Sullivan escribe sobre este trabajo:
Una de las preguntas que debemos hacernos, si queremos tener un futuro, dice ella, es ¿Dónde nos causamos menos daño a nosotros mismos, a nuestro medio ambiente ya nuestros parientes animales? Una respuesta es: cuando éramos nómadas. Fue cuando nos establecimos cuando nos convertimos en extraños en una tierra extraña, y el vagar adquirió la calidad de un destierro, escribe, y luego agrega: Probablemente me acusarán de romanticismo.
Davidson es el tema de una canción escrita por el cantante y compositor irlandés Mick Hanly. La canción, "Crusader", fue grabada por Mary Black en su álbum homónimo de 1983.
La película Tracks está basada en las memorias de Robyn Davidson del mismo nombre.